# يوم المقاومة لاحتلال القرم وسيفاستوبول

شعار العطلة

يوم المقاومة لاحتلال القرم وسيفاستوبول (بالأوكرانية: День кримського спротиву російській окупації) هو يوم سنوي محدد في أوكرانيا، لإحياء ذكرى مظاهرة عام 2014 لآلاف من تتار القرم خارج برلمان جمهورية القرم المتمتعة بالحكم الذاتي. حدث ذلك في اليوم السابق على سيطرة جنود الاتحاد الروسي بالسلاح على البرلمان استعدادًا لضم شبه جزيرة القرم.
تم الاحتفال به مرة واحدة في عام 2016 وفقًا لقرار برلمان أوكرانيا في 2 فبراير 2016. تم إنشاء العطلة رسميًا بموجب مرسوم صادر عن الرئيس فولوديمير زيلينسكي وتم الاحتفال به لأول مرة في 26 فبراير 2021.